# 輸入法平台
在中文信息處理中，輸入法一辭可區分成兩種意思：一種是指概念上的方法，另一種則是指實作的軟體。
對於後者，有時會特別指稱為輸入法軟體。
很明顯地，一種輸入法的存在，需要有其相對應的軟體存在才有意義。
對於同一種輸入法而言，需要在不同的作業系統或平台上開發其相對應的軟體。
但撰寫輸入法軟體牽涉到一些與作業系統或平台相關的專業知識。
另外，對使用者而言，不同的人可能使用同一台電腦，但卻使用不同的輸入法，理論上就要安裝各種相對應輸入法軟體。
但不同的輸入法軟體開發者可能開發不同的使用者介面，這又可能造成使用者的困擾。
於是發展出輸入法平台的概念。
輸入法平台其實就是一種輸入法軟體。其處理了與底層之間溝通。而輸入法開發者可以在其上擴充新的輸入法。
雖然，輸入法開發者也需要為不同的輸入法平台開發相對應的擴充元件，
但相比於在一個作業系統上開發一個輸入法軟體，這是容易許多的。
譬如，開發者通常只要提供輸入法的對照表（即每個字符與其相對應的編碼）而非寫編寫程式。
而不同輸入法的使用者可以使用相同的介面，譬如，在不同語系或輸入法間做切換。
目前常見的輸入法平台有：
- Windows 上原生的平台。
- X Window（常用於 Unix 或類Unix）上的SCIM、Gcin、IBus
- MacOＳ　上的香草輸入法
- Vim 上的 VimIM